# 곤노스트라마차
곤노스트라마차(Gonnostramatza)는 사르데냐어로 곤노스-트라마차(Gonnos-Tramatza)라고도 불리며, 이탈리아 사르데냐 지역의 오리스타노도에 있는 코무네이다. 칼리아리에서 북서쪽으로 약 60 킬로미터 (37 마일), 오리스타노에서 남동쪽으로 약 40 킬로미터 (25 mi) 떨어진 마르밀라에 위치한다.